# Az OK K.O.! Legyünk hősök! epizódjainak listája
Ez a lap az OK K.O.! Legyünk hősök! című amerikai sorozat epizódjainak listáját tartalmazza.

## Évados áttekintés
| Évad | Évad        | Epizód | Hivatalos premier  | Hivatalos premier   | Magyar premier       | Magyar premier     |
| Évad | Évad        | Epizód | Évadpremier        | Évadfinálé          | Évadpremier          | Évadfinálé         |
| ---- | ----------- | ------ | ------------------ | ------------------- | -------------------- | ------------------ |
|      | Minisorozat | 18     | 2016. február 4.   | 2017. november 28.  | 2017. szeptember 25. | TBA                |
|      | 1           | 53     | 2017. augusztus 1. | 2018. április 6.    | 2017. november 6.    | 2018. december 25. |
|      | 2           | 38     | 2018. május 5.     | 2019. június 30.    | 2018. december 26.   | 2019. augusztus 9. |
|      | 3           | 20     | 2019. július 7.    | 2019. szeptember 6. | 2020. január 27.     | 2020. február 10.  |

## Epizódok

### Bevezető epizód
| #  | Eredeti cím          | Magyar cím | Eredeti premier | Magyar premier |
| -- | -------------------- | ---------- | --------------- | -------------- |
| 1. | Lakewood Plaza Turbo |            | 2013. május 21. |                |

### Minisorozat
| #   | Eredeti cím           | Magyar cím       | Eredeti premier    | Magyar premier                                              |
| --- | --------------------- | ---------------- | ------------------ | ----------------------------------------------------------- |
| 1.  | K.O.                  | K.O.             | 2016. február 4.   | 2017. szeptember 29.                                        |
| 2.  | Enid                  |                  | 2016. február 5.   |                                                             |
| 3.  | Rad                   | Rad              | 2016. február 5.   | 2017. szeptember 26.                                        |
| 4.  | Carol                 | Carol            | 2016. december 13. | 2017. szeptember 28.                                        |
| 5.  | Enid's Bad Day        |                  | 2016. december 22. |                                                             |
| 6.  | Barrels and Crates    | Dobozok          | 2016. december 25. | 2017. szeptember 25.                                        |
| 7.  | Rad Cries             | Rad sír          | 2016. december 29. | 2017. szeptember 27.                                        |
| 8.  | Rad's Van             | Rad járgánya     | 2017. január 1.    | 2017. október 2.                                            |
| 9.  | Commercial            | A hirdetés       | 2017. március 3.   | 2017. október 3.                                            |
| 10. | Power-Up!!!           | Triplázó         | 2017. március 3.   | 2017.                                                       |
| 11. | Dendy                 | Dendy            | 2017. március 3.   | 2017. október 4.(YouTube) 2017. október 5.(Cartoon Network) |
| 12. | Boxmore Infomercial   | Boxmore hirdetés | 2017. március 3.   | 2017. október 5.(YouTube) 2017. október 6.(Cartoon Network) |
| 13. | Let's Do It Together! |                  | 2017. augusztus 2. | 2020. február 7. (HBO GO)                                   |

### 1. évad
| #   | #   | Eredeti cím                       | Magyar cím                         | Rendezte                                                            | Írta                                                          | Eredeti premier      | Magyar premier     |
| --- | --- | --------------------------------- | ---------------------------------- | ------------------------------------------------------------------- | ------------------------------------------------------------- | -------------------- | ------------------ |
| 1.  | 1.  | Let's Be Heroes                   | Legyünk hősök!                     | Hwang Ki-hoo                                                        | Geneva Hodgson & Mira Ongchua                                 | 2017. augusztus 1.   | 2017. november 6.  |
| 2.  | 2.  | Let's Be Friends!                 | Legyünk barátok!                   | Chang-woo Shin                                                      | Ryann Shannon & Parker Simmons                                | 2017. augusztus 1.   | 2017. november 6.  |
| 3.  | 3.  | You're Everybody's Sidekick       | Mindenki segítője                  | Sunjae Lee & Byungjae Oh                                            | Dave Alegre & Haewon Lee                                      | 2017. augusztus 1.   | 2017. november 7.  |
| 4.  | 4.  | We Messed Up                      | Hibáztunk                          | Sunjae Lee & Byungjae Oh                                            | Stevie Borbolla & Danny Ducker                                | 2017. augusztus 1.   | 2017. november 8.  |
| 5.  | 5.  | Jethro's All Yours                | Jetró a tiéd                       | Chang-woo Shin                                                      | Ryann Shannon & Parker Simmons                                | 2017. augusztus 2.   | 2017. november 9.  |
| 6.  | 6.  | You're Level 100                  | 100-as szintű vagy!                | Hwang Ki-hoo                                                        | Stevie Borbolla & Danny Ducker                                | 2017. augusztus 2.   | 2017. november 10. |
| 7.  | 7.  | Sibling Rivalry                   | Testvérek közti versengés          | Hwang Ki-hoo                                                        | Dave Alegre & Haewon Lee                                      | 2017. augusztus 3.   | 2017. november 13. |
| 8.  | 8.  | I Am Dendy                        | A nevem Dendy                      | Hwang Ki-hoo                                                        | Geneva Hodgson & Mira Ongchua                                 | 2017. augusztus 3.   | 2017. november 14. |
| 9.  | 9.  | Do You Have Any More in the Back? | Kaland a raktárban                 | Chang-woo Shin                                                      | Ryann Shannon & Parker Simmons                                | 2017. augusztus 4.   | 2017. november 15. |
| 10. | 10. | My Dad Can Beat Up Your Dad!      | Az én apukám erősebb, mint a tiéd! | Hwang Ki-hoo                                                        | Dave Alegre & Haewon Lee                                      | 2017. augusztus 4.   | 2017. november 16. |
| 11. | 11. | You Get Me                        | Te ismersz                         | Hwang Ki-hoo                                                        | Geneva Hodgson & Mira Ongchua                                 | 2017. augusztus 7.   | 2017. november 17. |
| 12. | 12. | You Are Rad                       | Te vagy Rad                        | Chang-woo Shin                                                      | Ryann Shannon & Parker Simmons                                | 2017. augusztus 8.   | 2017. november 20. |
| 13. | 13. | Just Be a Pebble                  | Légy kavics!                       | Hwang Ki-hoo                                                        | Geneva Hodgson & Mira Ongchua                                 | 2017. augusztus 9.   | 2017. november 21. |
| 14. | 14. | Presenting Joe Cuppa              | Íme, Kávé Zoltán!                  | Sunjae Lee, Byungjae Oh, & Eunyung Byun                             | Stevie Borbolla & Danny Ducker                                | 2017. augusztus 10.  | 2017. november 22. |
| 15. | 15. | We've Got Pests                   | Bulizók                            | Sunjae Lee, Byungjae Oh, & Eunyung Byun                             | Stevie Borbolla & Danny Ducker                                | 2017. augusztus 14.  | 2017. november 23. |
| 16. | 16. | Legends of Mr. Gar                | Mr. Gar legendái                   | Hwang Ki-hoo                                                        | Dave Alegre & Haewon Lee                                      | 2017. augusztus 15.  | 2017. december 1.  |
| 17. | 17. | Know Your Mom                     | Anyák napja                        | Chang-woo Shin                                                      | Ryann Shannon & Parker Simmons                                | 2017. augusztus 16.  | 2017. november 27. |
| 18. | 18. | We're Captured                    | Elkaptak minket                    | Chang-woo Shin                                                      | Ryann Shannon & Parker Simmons                                | 2017. augusztus 17.  | 2017. november 30. |
| 19. | 19. | Face Your Fears                   | Bátorságpróba                      | Hwang Ki-hoo                                                        | Dave Alegre & Haewon Lee                                      | 2017. augusztus 21.  | 2018. január 9.    |
| 20. | 20. | Everybody Likes Rad?              | Rad mindenki kedvence?             | Sunjae Lee, Byungjae Oh, & Eunyung Byun                             | Geneva Hodgson & Mira Ongchua                                 | 2017. augusztus 22.  | 2018. április 20.  |
| 21. | 21. | You Have to Care                  | Ne mondd, hogy nem érdekel!        | Hwang Ki-hoo                                                        | Stevie Borbolla & Danny Ducker                                | 2017. augusztus 23.  | 2018. április 21.  |
| 22. | 22. | Plaza Prom                        | Plázabál                           | Sunjae Lee & Byungjae Oh                                            | Stevie Borbolla & Danny Ducker                                | 2017. augusztus 24.  | 2018. április 17.  |
| 23. | 23. | Second First Date                 | Második első randi                 | Hwang Ki-hoo                                                        | Geneva Hodgson & Mira Ongchua                                 | 2017. szeptember 1.  | 2018. április 25.  |
| 24. | 24. | One Last Score                    | Egy utolsó megbízás                | Chang-woo Shin                                                      | Dave Alegre & Haewon Lee                                      | 2017. szeptember 1.  | 2018. május 1.     |
| 25. | 25. | T.K.O.                            | T.K.O.                             | Hwang Ki-hoo & Chang-woo Shin                                       | Geneva Hodgson, Mira Ongchua, Ryann Shannon, & Parker Simmons | 2017. szeptember 4.  | 2018. április 16.  |
| 26. | 26. | T.K.O.                            | T.K.O.                             | Hwang Ki-hoo & Chang-woo Shin                                       | Geneva Hodgson, Mira Ongchua, Ryann Shannon, & Parker Simmons | 2017. szeptember 4.  | 2018. április 16.  |
| 27. | 27. | Stop Attacking the Plaza          | Békén kell hagyni a plázát         | Sunjae Lee & Byungjae Oh                                            | Stevie Borbolla & Danny Ducker                                | 2017. szeptember 8.  | 2018. április 23.  |
| 28. | 28. | We've Got Fleas                   | Bolhásak vagyunk                   | Hwang Ki-hoo                                                        | Geneva Hodgson & Mira Ongchua                                 | 2017. szeptember 15. | 2018. április 27.  |
| 29. | 29. | No More Pow Cards                 | Le a hőskártyákkal!                | Sunjae Lee, Byungjae Oh, & Sunhung Kim                              | Stevie Borbolla & Danny Ducker                                | 2017. szeptember 22. | 2018. április 30.  |
| 30. | 30. | A Hero's Fate                     | Egy hős útja                       | Hwang Ki-hoo                                                        | Ryann Shannon & Parker Simmons                                | 2017. szeptember 29. | 2018. április 24.  |
| 31. | 31. | Let's Have a Stakeout             | Felderítő akció                    | Chang-woo Shin                                                      | Dave Alegre & Haewon Lee                                      | 2017. szeptember 29. | 2018. május 2.     |
| 32. | 32. | KO's Video Channel                | K.O. videócsatornája               | Hwang Ki-hoo                                                        | Geneva Hodgson and Mira Ongchua                               | 2017. október 6.     | 2018. május 3.     |
| 33. | 33. | Rad Likes Robots                  | Radnak tetszik Shannon             | Hwang Ki-hoo                                                        | Stevie Borbolla & Danny Ducker                                | 2017. október 6.     | 2018. május 4.     |
| 34. | 34. | The Power is Yours                | A hatalom a tiétek                 | Chang-woo Shin                                                      | Dave Alegre & Haewon Lee                                      | 2017. október 9.     | 2018. április 26.  |
| 35. | 35. | Glory Days                        | A dicső múlt                       | Sunjae Lee, Byungjae Oh, & Suhong Kim                               | Ryann Shannon & Parker Simmons                                | 2017. október 13.    | 2018. december 18. |
| 36. | 36. | Plazalympics                      | Plázalimpia                        | Hwang Ki-hoo                                                        | Geneva Hodgson & Mira Ongchua                                 | 2017. október 20.    | 2017. november 30. |
| 37. | 37. | We Got Hacked                     |                                    | Hwang Ki-hoo                                                        | Dave Alegre & Haewon Lee                                      | 2017. október 27.    |                    |
| 38. | 38. | Parents Day                       | Szülők napja                       | Sunjae Lee, Byungjae Oh, & Suhong Kim                               | Stevie Borbolla & Danny Ducker                                | 2017. október 27.    | 2018. május 7.     |
| 39. | 39. | Back in Red Action                | Pirostrom színt vall               | Hwang Ki-hoo                                                        | Mira Ongchua & Parker Simmons                                 | 2017. november 3.    | 2018. december 21. |
| 40. | 40. | Let's Take a Moment               | Egy kis kitérő                     | Sunjae Lee, Byungjae Oh, & Suhong Kim                               | Stevie Borbolla & Danny Ducker                                | 2017. november 10.   | 2018. december 20. |
| 41. | 41. | Villains' Night Out (Part 1)      | Gonosztevők estje                  | Chang-woo Shin                                                      | Dave Alegre & Haewon Lee                                      | 2017. november 17.   | 2018. december 19. |
| 42. | 42. | Villains' Night In (Part 2)       | Csatlósok estje                    | Hwang Ki-hoo                                                        | Geneva Hodgson & Ryann Shannon                                | 2017. november 17.   | 2018. december 20. |
| 43. | 43. | Let's Watch the Pilot             | Nézzük meg a bevezető részt!       | Hwang Ki-hoo                                                        | Ryann Shannon, Parker Simmons, & Ian Jones-Quartey            | 2018. február 19.    | 2018. december 17. |
| 44. | 44. | Mystery Science Fair 201X         | A tudományos kísérlet              | Chang-woo Shin                                                      | Ryann Shannon & Parker Simmons                                | 2018. február 19.    | 2018. december 18. |
| 45. | 45. | RMS & Brandon's First Episode     | Kerettörténet                      | Sunjae Lee, Byungjae Oh, & Seonghyun Cheon                          | Stevie Borbolla & Danny Ducker                                | 2018. február 26.    | 2018. december 24. |
| 46. | 46. | Lad & Logic                       | Az ifjú és a logika                | Hwang Ki-hoo                                                        | Dave Alegre & Haewon Lee                                      | 2018. február 26.    | 2018. december 19. |
| 47. | 47. | OK Dendy! Let's Be K.O.!          | OK Dendy! Legyünk K.O.!            | Chang-woo Shin                                                      | Geneva Hodgson & Mira Ongchua                                 | 2018. március 5.     | 2018. december 24. |
| 48. | 48. | Let's Not Be Skeletons            | Ne legyünk csontvázak!             | Chang-woo Shin                                                      | Ryann Shannon and Parker Simmons                              | 2018. március 12.    | 2018. december 21. |
| 49. | 49. | Action News                       | Ütős hírek                         | Hwang-ki Hoo                                                        | Mira Ongchua & Geneva Hodgson                                 | 2018. március 12.    | 2018. december 26. |
| 50. | 50. | The Perfect Meal                  | A tökéletes fűszer                 | Chang-woo Shin                                                      | Dave Alegre & Haewon Lee                                      | 2018. március 19.    | 2018. december 27. |
| 51. | 51. | Hope This Flies                   | Szárnyaló siker                    | Hwang-ki Hoo                                                        | Danny Ducker & Parker Simmons                                 | 2018. március 19.    | 2018. december 28. |
| 52. | 52. | You're in Control                 | Te irányítasz!                     | Seonghyun Cheon,Hwang Ki-hoo, Suhong Kim, Sunjae Lee, & Byungjae Oh | Dave Alegre, Haewon Lee, Danny Ducker, & Stevie Borbolla      | 2018. április 6.     | 2018. december 25. |
| 53. | 53. | You're in Control                 | Te irányítasz!                     | Seonghyun Cheon,Hwang Ki-hoo, Suhong Kim, Sunjae Lee, & Byungjae Oh | Dave Alegre, Haewon Lee, Danny Ducker, & Stevie Borbolla      | 2018. április 6.     | 2018. december 25. |

### 2. évad
| #   | #   | Eredeti cím                          | Magyar cím                 | Rendezte                                                 | Írta                                                                | Eredeti premier    | Magyar premier     |
| --- | --- | ------------------------------------ | -------------------------- | -------------------------------------------------------- | ------------------------------------------------------------------- | ------------------ | ------------------ |
| 54. | 1.  | Seasons Change                       | Évszakváltás               | Suhong Kim & Byungjae Oh                                 | Stevie Borbolla & Ryann Shannon                                     | 2018. május 5.     | 2018. december 26. |
| 55. | 2.  | Lord Cowboy Darrell                  | Lord Cowboy Darrell        | Hwang-ki Hoo                                             | Mira Ongchua and Geneva Hodgson                                     | 2018. május 5.     | 2018. december 27. |
| 56. | 3.  | Plaza Film Festival                  | Pláza filmfesztivál        | Hwang-ki Hoo                                             | Mira Ongchua and Geneva Hodgson                                     | 2018. május 5.     | 2018. december 28. |
| 57. | 4.  | Be a Team                            | Legyünk csapat!            | Chang-woo Shin                                           | Dave Alegre & Haewon Lee                                            | 2018. május 5.     | 2018. december 31. |
| 58. | 5.  | My Fair Carol                        | Kedves Carol!              | Hwang-ki Hoo                                             | Danny Ducker & Parker Simmons                                       | 2018. május 12.    | 2018. december 31. |
| 59. | 6.  | Let's Watch the Boxmore Show         | Adásban a Boxmore          | Chang-woo Shin                                           | Dave Alegre & Haewon Lee                                            | 2018. május 12.    | 2019. január 2.    |
| 60. | 7.  | Your World Is an Illusion            | Minden csak illúzió        | Hwang-ki Hoo                                             | Danny Ducker & Parker Simmons                                       | 2018. május 12.    | 2019. január 2.    |
| 61. | 8.  | The So-Bad-ical                      | Tanári lecke               | Hwang-ki Hoo                                             | Mira Ongchua & Geneva Hodgson                                       | 2018. május 12.    | 2019. január 1.    |
| 62. | 9.  | Point to the Plaza                   | A Plázánál a Pont          | Sunjae Lee, Byungjae Oh, & Suhong Kim                    | Stevie Borbolla and Ryann Shannon                                   | 2018. május 19.    | 2019. január 1.    |
| 63. | 10. | T.K.O.'s House                       | T.K.O. háza                | Suhong Kim & Byungjae Oh                                 | Stevie Borbolla and Ryann Shannon                                   | 2018. május 19.    | 2019. január 3.    |
| 64. | 11  | Red Action to the Future             | Pirostrom a jövőbe         | Hwang Ki-Hoo                                             | Mira Ongchua & Geneva Hodgson                                       | 2018. május 19.    | 2019. május 13.    |
| 65. | 12. | Dendy's Power                        | Dendy ereje                | Chang-woo Shin                                           | Dave Alegre & Haewon Lee                                            | 2018. május 19.    | 2019. május 13.    |
| 66. | 13. | Special Delivery                     | Különleges küldemény       | Hwang Ki-hoo                                             | Iggy Craig & Danny Ducker                                           | 2018. július 2.    | 2019. május 14.    |
| 67. | 14. | Wisdom, Strength and Charisma        | Bölcsesség, erő és karizma | Sunjae Lee, Byungjae Oh, & Suhong Kim                    | Stevie Borbolla & Ryann Shannon                                     | 2018. július 2.    | 2019. május 14.    |
| 68. | 15. | Bittersweet Rivals                   | Legjobb ellenségek         | Hwang Ki-hoo                                             | Mira Ongchua & Geneva Hodgson                                       | 2018. július 2.    | 2019. május 15.    |
| 69. | 16. | Are You Ready for Some Megafootball? | Jöhet egy kis Megafutball? | Chang-woo Shin                                           | Dave Alegre & Haewon Lee                                            | 2018. július 2.    | 2019. május 15.    |
| 70. | 17. | Mystery Sleepover                    | Rejtélyes pizsamaparti     | Hwang Ki-hoo                                             | Iggy Craig & Danny Ducker                                           | 2018. július 2.    | 2019. május 16.    |
| 71. | 18. | Crossover Nexus                      | Egy új szupercsapat        | Sunjae Lee, Byungjae Oh, & Suhong Kim                    | Dave Alegre, Iggy Craig, Danny Ducker, Haewon Lee, & Parker Simmons | 2018. október 8.   | 2019. május 17.    |
| 72. | 19. | Monster Party                        | Rémes buli                 | Suhong Kim & Byungjae Oh                                 | Stevie Borbolla & Ryann Shannon                                     | 2018. október 21.  | 2019. május 18.    |
| 73. | 20. | Super Black Friday                   | Super Black Friday         | Chang-woo Shin                                           | Geneva Hodgson & Mira Ongchua                                       | 2018. december 16. | 2019. május 20.    |
| 74. | 21. | Final Exams                          | Vizsgaidőszak              | Sunjae Lee, Byungjae Oh, & Suhong Kim                    | Stevie Borbolla & Ryann Shannon                                     | 2019. május 12.    | 2019. május 16.    |
| 75. | 22. | CarolQuest                           | Carol küldetése            | Hwang Ki-hoo                                             | Mira Ongchua & Geneva Hodgson                                       | 2019. május 12.    | 2019. május 18.    |
| 76. | 23. | Soda Genie                           | Az üdítődzsinn             | Hwang Ki-hoo                                             | Mira Ongchua & Geneva Hodgson                                       | 2019. május 19.    | 2019. május 17.    |
| 77. | 24. | Plaza Alone                          | Plázába zárva              | Sunjae Lee, Byungjae Oh, & Suhong Kim                    | Dave Alegre & Haewon Lee                                            | 2019. május 19.    | 2019. május 19.    |
| 78. | 25. | Boxman Crashes                       | Fordul a Kocka             | Hwang Ki-hoo                                             | Iggy Craig & Danny Ducker                                           | 2019. május 26.    | 2019. május 19.    |
| 79. | 26. | All in the Villainy                  | Csalárd család             | Hwang Ki-hoo                                             | Stevie Borbolla and Ryann Shannon                                   | 2019. május 26.    | 2019. május 20.    |
| 80. | 27. | Sidekick Scouts                      | Segítőtárs szakkör         | Hwang Ki-hoo                                             | Stevie Borbolla and Ryann Shannon                                   | 2019. június 2.    | 2019. augusztus 5. |
| 81. | 28. | Whacky Jaxxyz                        | Whacky Jaxxyz              | Hwang Ki-hoo                                             | Dave Alegre & Haewon Lee                                            | 2019. június 2.    | 2019. május 21.    |
| 82. | 29. | Project Ray Way                      | A Rajmund trend            | Sunjae Lee, Byungjae Oh, & Suhong Kim                    | Geneva Hodgson & Mira Ongchua                                       | 2019. június 9.    | 2019. augusztus 5. |
| 83. | 30. | I Am Jethro                          | Én vagyok Jetró            | Hwang Ki-hoo                                             | Dave Alegre & Haewon Lee                                            | 2019. június 9.    | 2019. augusztus 6. |
| 84. | 31. | GarQuest                             | Gar küldetése              | Chang-woo Shin                                           | Iggy Craig & Danny Ducker                                           | 2019. június 16.   | 2019. május 21.    |
| 85. | 32. | Gar Trains Punching Judy             | Gar lesz Ütős Judy edzője  | Hwang Ki-hoo                                             | Dave Alegre & Haewon Lee                                            | 2019. június 16.   | 2019. augusztus 8. |
| 86. | 33. | Beach Episode                        | A strandos rész            | Chang-woo Shin                                           | Iggy Craig & Danny Ducker                                           | 2019. június 23.   | 2019. augusztus 6. |
| 87. | 34. | OK A.U.! Alternate Universe          | Alternatív valóság         | Chang-woo Shin                                           | Iggy Craig & Danny Ducker                                           | 2019. június 23.   | 2019. augusztus 8. |
| 88. | 35. | K.O.'s Health Week                   | Egy egészséges hét KO-val  | Hwang Ki-hoo                                             | Stevie Borbolla & Ryann Shannon                                     | 2019. június 30.   | 2019. augusztus 7. |
| 89. | 36. | Rad's Alien Sickness                 | Rad beteg                  | Sunjae Lee, Byungjae Oh, & Suhong Kim                    | Geneva Hodgson & Mira Ongchua                                       | 2019. június 30.   | 2019. augusztus 7. |
| 90. | 37. | Dark Plaza                           | Sötét pláza                | Min Gyeong-Seok, Sunjae Lee, Byungjae Oh, and Suhong Kim | Stevie Borbolla and Ryann Shannon                                   | 2019. június 30.   | 2019. augusztus 9. |
| 91. | 38. | Dark Plaza                           | Sötét pláza                | Min Gyeong-Seok, Sunjae Lee, Byungjae Oh, and Suhong Kim | Geneva Hodgson & Mira Ongchua                                       | 2019. június 30.   | 2019. augusztus 9. |

### 3. évad
| #    | #   | Eredeti cím                        | Magyar cím                    | Rendezte                              | Írta                                              | Eredeti premier     | Magyar premier    |
| ---- | --- | ---------------------------------- | ----------------------------- | ------------------------------------- | ------------------------------------------------- | ------------------- | ----------------- |
| 92.  | 1.  | We Are Heroes                      | Hősök vagyunk                 | Seo Jeongseok                         | Dave Alegre & Haewon Lee                          | 2019. július 7.     | 2020. január 27.  |
| 93.  | 2.  | K.O., Rad, and Enid!               | KO, Rad és Enid               | Chang-woo Shin                        | Iggy Craig & Danny Ducker                         | 2019. július 7.     | 2020. január 27.  |
| 94.  | 3.  | T.K.O. Rules!                      | TKO, a szabályfelelős         | Sunjae Lee & Byungjae Oh              | Geneva Hodgson & Mira Ongchua                     | 2019. július 14.    | 2020. január 28.  |
| 95.  | 4.  | Chip's Damage                      | Chip akarata                  | Chang-woo Shin                        | Iggy Craig & Danny Ducker                         | 2019. július 14.    | 2020. január 29.  |
| 96.  | 5.  | K.O. vs. Fink                      | KO kontra Fink                | Seo Jeongseok                         | Dave Alegre & Haewon Lee                          | 2019. július 21.    | 2020. január 29.  |
| 97.  | 6.  | The K.O. Trap                      | A KO csapda                   | Seo Jeongseok                         | Stevie Borbolla & Ryann Shannon                   | 2019. július 21.    | 2020. január 30.  |
| 98.  | 7.  | Whatever Happened to... Rippy Roo? | Mi lett Ugrival?              | Suhong Kim, Sunjae Lee, & Byungjae Oh | Iggy Craig, Danny Ducker, & Mira Ongchua          | 2019. július 28.    | 2020. január 30.  |
| 99.  | 8.  | Planet X                           | Az X bolygó                   | Seo Jeongseok                         | Dave Alegre & Haewon Lee                          | 2019. július 28.    | 2020. január 31.  |
| 100. | 9.  | Deep Space Vacation                | Űrbéli vakáció                | Chang-woo Shin                        | Iggy Craig & Danny Ducker                         | 2019. augusztus 4.  | 2020. január 31.  |
| 101. | 10. | Let's Meet Sonic                   | Íme, Sonic                    | Seo Jeongseok                         | Stevie Borbolla & Ryann Shannon                   | 2019. augusztus 4.  | 2020. január 28.  |
| 102. | 11. | Big Reveal                         | Bomba hír                     | Seo Jeongseok                         | Stevie Borbolla & Ryann Shannon                   | 2019. augusztus 11. | 2020. február 3.  |
| 103. | 12. | Radical Rescue                     | Csacska-macska mentőakció     | Suhong Kim, Sunjae Lee, & Byungjae Oh | Mira Ongchua & Kat Ruzics                         | 2019. augusztus 11. | 2020. február 3.  |
| 104. | 13. | Let's Get Shadowy                  | Sötét üzelmek                 | Chang-woo Shin                        | Iggy Craig & Danny Ducker                         | 2019. augusztus 18. | 2020. február 4.  |
| 105. | 14. | You're a Good Friend, K.O.         | Barátságból jeles             | Seo Jeongseok                         | Dave Alegre & Haewon Lee                          | 2019. augusztus 18. | 2020. február 4.  |
| 106. | 15. | Red Action 3: Grudgement Day       | Pimaszság osztás              | Seo Jeongseok                         | Eleisiya Arocha, Stevie Borbolla, & Ryann Shannon | 2019. augusztus 25. | 2020. február 5.  |
| 107. | 16. | Carl                               | Carl: Alattomos ajándék       | Sunjae Lee & Byungjae Oh              | Mira Ongchua & Kat Ruzics                         | 2019. augusztus 25. | 2020. február 5.  |
| 108. | 17. | Dendy's Video Channel              | Dendy, a hírmondó             | Seo Jeongseok                         | Dave Alegre & Haewon Lee                          | 2019. szeptember 6. | 2020. február 6.  |
| 109. | 18. | Let's Fight to the End             | Harc a végsőkig               | Seo Jeongseok & Chang-woo Shin        | Iggy Craig & Danny Ducker                         | 2019. szeptember 6. | 2020. február 7.  |
| 110. | 19. | Let's Fight to the End             | Harc a végsőkig               | Seo Jeongseok & Chang-woo Shin        | Stevie Borbolla & Ryann Shannon                   | 2019. szeptember 6. | 2020. február 7.  |
| 111. | 20. | Thank You for Watching the Show    | Kösz, hogy nézed a sorozatot! | Byungjae Oh                           | Mira Ongchua & Kat Ruzics                         | 2019. szeptember 6. | 2020. február 10. |